# 多头苦菜
多头苦菜（学名：Ixeris polycephala），又名野剪刀股，为菊科兔仔菜属下的一个种。主要分佈於中華人民共和國雲南省的硯山、開遠、大理、綠春、隴川、會澤的路邊、低地、溝邊。